# جيم كولفين
جيم كولفين (بالإنجليزية: Jim Colvin)‏ هو لاعب كرة قدم أمريكية أمريكي، ولد في 30 نوفمبر 1937 في موناهانز في الولايات المتحدة.

## وصلات خارجية
- جيم كولفين على موقع مرجع كرة القدم المحترفة.كوم (الإنجليزية)